# Gary Eddy
Gary Eddy, född 25 mars 1945, död 16 april 2023, var en australisk friidrottare. Han deltog vid olympiska sommarspelen 1964.